# Platoul Mehedinți
Platoul Mehedinți este o arie protejată (arie specială de conservare — SAC, sit de importanță comunitară — SCI) din România, desemnată în scopul protejării biodiversității și menținerii într-o stare de conservare favorabilă a florei spontane și faunei sălbatice, precum și a habitatelor naturale de interes comunitar aflate în arealul zonei de protecție. Aceasta se întinde pe o suprafață de 53.555,9 ha, integral pe uscat.

## Localizare
Situl se întinde pe teritorile administrative ale județelor Caraș-Severin (Băile Herculane, Topleț), Gorj (Padeș) și Mehedinți (Baia de Aramă, Bala, Balta, Cireșu, Godeanu, Ilovița, Isverna, Izvoru Bârzii, Obârșia-Cloșani, Podeni, Ponoarele). Centrul sitului Platoul Mehedinți este situat la coordonatele 44°55′40″N 22°37′52″E / 44.927886°N 22.631058°E.

## Înființare
Situl Platoul Mehedinți  (ROSCI0198) a fost declarat sit de importanță comunitară în decembrie 2007 pentru a proteja 2 specii de plante și 26 de specii de animale. Situl a fost protejat și ca arie specială de conservare în mai 2022. Acesta include ariile naturale: Complexul carstic de la Ponoarele, Cornetul Babelor și Cerboanei, Cornetul Piatra Încălecată, Cheile Topolniței și Peștera Topolniței, Cornetul Bălții, Cornetul Văii și Valea Mănăstirii, Geoparcul Platoul Mehedinți, Izvorul și stâncăriile de la Câmana, Pădurea Borovăț, Pădurea Drăghiceanu, Pădurea de liliac Ponoarele, Pădurea Gorganu, Pereții calcaroși de la Izvoarele Coșuștei, Piatra Cloșanilor, Parcul Național Domogled - Valea Cernei, Parcul Natural Porțile de Fier, Peștera Epuran, Peștera Lazului, Pădurea Borovăț, Rezervația Domogled, Tufărișurile mediteraneene de la Isverna și Vârful lui Stan.

## Biodiversitate
Situată în ecoregiunea continentală, aria protejată conține 10 habitate naturale: Fânețe montane, Peșteri inaccesibile publicului, Păduri de fag Luzulo-Fagetum, Păduri de fag din Europa Centrală dezvoltate pe sol calcaros cu Cephalanthero-Fagion, Păduri pe pante, grohotișuri și ravene de Tilio-Acerion, Păduri ilirice de Fagus sylvatica (Aremonio-Fagion), Păduri ilirice de stejar și carpen (Erythronio-Carpinion), Tufărișuri subcontinentale peripanonice, Pajiști uscate seminaturale și facies de acoperire cu tufișuri pe substraturi calcaroase (Festuco-Brometalia) (* situri importante pentru orhidee), Liziere de ierburi înalte hidrofile de câmpie și de nivel montan până la alpin.
La baza desemnării sitului se află mai multe specii protejate:
- plante (2): Campanula serrata, Himantoglossum jankae
- amfibieni (2): izvoraș-cu-burta-galbenă (Bombina variegata), triton cu creastă (Triturus cristatus)
- mamifere (13): liliac cârn (Barbastella barbastellus), lupul (Canis lupus), vidră de râu (Lutra lutra), liliac cu aripi lungi (Miniopterus schreibersii), liliac cu urechi mari (Myotis bechsteinii), liliac cu urechi de șoarece (Myotis blythii), liliac cu picioare lungi (Myotis capaccinii), liliac comun (Myotis myotis), liliacul cu potcoavă a lui blasius (Rhinolophus blasii), liliacul mediteranean cu potcoavă (Rhinolophus euryale), liliacul mare cu potcoavă (Rhinolophus ferrumequinum), liliacul mic cu potcoavă (Rhinolophus hipposideros), urs brun (Ursus arctos)
- nevertebrate (7): Austropotamobius torrentium, croitorul mare al stejarului (Cerambyx cerdo), Chilostoma banaticum, Coenagrion ornatum, rădașcă (Lucanus cervus), Morimus asper funereus, Paracaloptenus caloptenoides
- pești (2): Barbus balcanicus, dunăriță (Sabanejewia bulgarica)
- reptile (2): țestoasa de baltă (Emys orbicularis), țestoasă bănățeană (Testudo hermanni)

Pe lângă speciile protejate, pe teritoriul sitului au mai fost identificate 25 de specii de plante, 2 specii de amfibieni, 13 specii de mamifere, 1 specie de nevertebrate, 1 specie de pești, 4 specii de reptile.